# Soirs de Miami
Pour les articles homonymes, voir Moon Over Miami.
Pour plus de détails, voir Fiche technique et Distribution.
Soirs de Miami (Moon Over Miami) est un film musical américain en Technicolor réalisé par Walter Lang, sorti en 1941

## Synopsis
Serveuses au drive-in d'un restaurant texan, les sœurs Kay et Barbara Latimer ont appris qu'elles vont hériter de 55.000 dollars, mais leur déception est grande quand elles découvrent qu'elles ne toucheront que... 4.287 dollars après paiement des taxes et frais divers. D'un commun accord avec leur tante Susan, elles décident d'utiliser cette maigre somme pour financer un voyage à Miami, où elles espèrent bien faire la conquête de célibataires fortunés.  Arrivées à destination, elles s'installent au luxueux hôtel Flamingo de Miami Beach, où Kay se fait passer pour une riche cliente accompagnée de sa secrétaire Barbara et de sa femme de chambre Susan. Mais les mensonges des trois femmes vont vite leur causer des ennuis...

## Fiche technique
- Titre français : Soirs de Miami
- Titre français alternatif : Rendez-Vous à Miami
- Titre original : Moon Over Miami
- Réalisateur : Walter Lang, assisté d'Otto Brower (non crédité)
- Scénario : Vincent Lawrence et Brown Holmes d'après la pièce Three Blind Mice de Guy Bolton, alias Stephen Powys, créée le 26 avril 1938 à Londres
- Adaptation : George Seaton et Lynn Starling
- Production : Harry Joe Brown et Darryl F. Zanuck
- Société de production : Twentieth Century Fox
- Directeurs de la photographie : Allen M. Davey, J. Peverell Marley et Leon Shamroy
- Montage : Walter Thompson
- Direction musicale : Alfred Newman
- Musique : Ralph Rainger
- Chorégraphe : Hermes Pan
- Direction artistique : Richard Day et Wiard Ihnen
- Décors : Thomas Little
- Costumes : Travis Banton et Sam Benson
- Pays de production : États-Unis
- Format : couleur (Technicolor) - Son : Mono (Western Electric Mirrophonic Recording)
- Durée : 91 minutes
- Genre : comédie musicale
- Dates de sortie :
  - États-Unis : 4 juillet 1941
  - France : 27 novembre 1946
- Affiche : Georges Dastor (France)

## Distribution
- Don Ameche : Phil O'Neil/Phil 'Mac' McNeil
- Betty Grable : Kathryn 'Kay' Latimer/Miss Adams
- Robert Cummings : Jeffrey 'Jeff' Boulton II
- Carole Landis : Barbara Latimer/Miss Sears
- Jack Haley : Jack O'Hara
- Charlotte Greenwood : tante Susan 'Sue' Latimer
- Cobina Wright : Connie Fentress
- Lynne Roberts : Jennie May
- Robert Conway : M. Lester
- George Lessey : William 'Willie' Boulton
- Jack Cole : lui-même
- Robert Greig : Brearley
- Minor Watson : M. Jim Reynolds
- Fortunio Bonanova : M. Pretto
- George Humbert : Texas Tommy
- Spencer Charters : Joe
- Gino Corrado (non crédité) : le chef des Boulton

## Source
- Soirs de Miami et les affiches françaises du film, sur EncycloCiné